# Latour-en-Woëvre
Latour-en-Woëvre település Franciaországban, Meuse megyében. Lakosainak száma 87 fő (2022. január 1.). Latour-en-Woëvre Brainville, Hannonville-Suzémont, Sponville, Jonville-en-Woëvre és Labeuville községekkel határos.

## Népesség
A település népességének változása:
| Lakosok száma | 105  | 83   | 79   | 62   | 92   | 95   | 95   | 95   | 94   | 87   |
|               | 1968 | 1982 | 1990 | 2006 | 2013 | 2015 | 2017 | 2019 | 2020 | 2022 |